# 美娜园站
美娜园站位于马来西亚联邦直辖区甲洞的甲洞路道路上，是巴生谷（英语：Klang Valley Mass Rapid Transit）布城线的其中一个高架捷运车站。
本站属于布城线第一阶段线路，于2022年6月16日开始运营。

## 车站结构和设计
该站位于甲洞路沿线，靠近美娜园路的交叉口。 该站主要服务于美娜园商业中心，因此得名。
本站距离160米有美娜园永旺购物中心。

### 出入口

标尺为100米的车站周边位置图

美娜园站共設有2座出入口，皆位于地面层。A口位于车站北侧和美罗柏兰岭1路（Jalan Metro Perdana Barat 1）旁，设有楼梯和无障碍电梯及接驳巴士站。B口位于车站南侧和甲洞大街与美娜园路的交叉口，设有私家车、出租车及接驳巴士停靠处。
| 12 布城线车站 |                 | |      |
|               |                 | |      |
| 编号          | 指示            | 设施 建议前往的目的地 | 图片 |
| A             | 美罗柏兰岭1路 · | 接驳巴士站（T113，T114，T152）、出租车停靠处、无障碍私家车停靠处、多层停车换乘停车场 蓝图园、亿达兰工业园                  |      |
| B             | 甲洞大街 ·      | 接驳巴士站（T112） 美罗2路、美娜园永旺购物中心、美娜园、美娜园大厦公寓（Plaza Metro Prima）、珍珠美娜公寓（Mutiara Magna） |      |